# Werner Hundertmark
Werner Hundertmark (* 24. Juli 1909 in Tsingtau; † 7. Februar 1945 in Prüm) war ein deutscher Buchhändler und Dichter.
Mit seiner skeptischen Haltung zum Nationalsozialismus war er ein Vertreter der verlorenen Generation.
Sein starker Bezug zur griechischen Antike sowie zur Gedankenwelt von Stefan George manifestierte sich einem schmalen Œuvre oft bitterer Sonette.

## Leben
Werner Hundertmark wurde im deutschen Pachtgebiet Kiautschou (China) geboren, wo sein Vater Carl Hundertmark das Hotel Prinz Heinrich betrieb.
Nach dem Ersten Weltkrieg zog die Familie nach Hamburg.
Über Hundertmarks Ausbildung ist wenig bekannt. In den 1920er Jahren prägte ihn die Mitgliedschaft in einer Gruppe der Jugendbewegung.
Eine seiner ersten Veröffentlichungen war das Gedicht Yousoufs Bitte, das 1933 in der große wagen – Deutsche Jungenzeitschrift erschien.
Im Frühjahr 1933 unternahm er allein eine mehr als vier Monate dauernde Fahrradtour, die über Wien und Belgrad nach Saloniki, Delphi und Kreta führte.
Mai 1934 unterzeichnete er als Mitarbeiter der alteingesessenen Buchhandlung W. Mauke Söhne, Hamburg.
Im Februar 1936, übernahm er mit Hermann Rhein die Buchhandlung Henschel & Müller.
Er wurde im Sommer 1940 eingezogen. Seine Frau hatte er wenige Tage vor der Geburt des zweiten Sohnes verlassen, die Buchhandlung schließen müssen.
In den Kampfhandlungen um die Eifelstadt Prüm kam Hundertmark im Februar 1945 ums Leben, die näheren Umstände seines Todes sind nicht bekannt.
Neben drei Gedichtbänden sind noch einige gedruckte Einzelblätter erschienen.
Sein Nachlass lagert in der Staats- und Universitätsbibliothek Hamburg.

## Werke
- 1935: Hellas ewig unsere Liebe. Hermann Rhein Verlag, Wismar
- 1939: Nausikaa. Hermann Rhein Verlag, Wismar
- 1941: Ariadne, Trilogie. (unveröffentlicht)
- 1943: Kaukasische Begebenheiten. (unveröffentlicht)
- 1943: Und als durch Korn und Mohn die Sense strich. Hans Dulk Verlag, Hamburg